# 고부치자와촌
고부치자와촌(小淵沢村)은 야마나시현 기타코마군에 있던 촌이다. 현재의 호쿠토시에 해당한다

## 역사
- 1889년 7월 1일 - 정촌제 시행에 의해 고부치자와촌이 단독으로 지자체를 형성하였다.
- 1954년 3월 11일 - 시노오촌과 합병해 고부치사와정이 성립하여, 동일 고부치자와촌은 페지되었다.

## 교통

### 철도
- 일본국유철도
  - 주오본선
  - 고우미선

### 도로
현재는 구촌에 주오자동차도 고부치자와 나들목이 소재하지만, 당시엔 미개통

## 참고문헌
- 角川日本地名大辞典 19 山梨県